# Jenny Vargas
Jenny Milena Vargas Sepúlveda (Bogotá, 19 de marzo de 1981) es una actriz, presentadora, entrenadora existencial y empresaria colombiana.

## Biografía
Su vida artística inició en las tablas de la academia de arte Don Eloy, impulsada por su deseo de desarrollar sus capacidades artísticas, apenas permisibles a la edad de los cinco años.
Después de cuatro años de escuela en la academia, Vargas buscó la forma de integrar diferentes grupos teatrales tales, viajando a Buenos Aires, París, Londres y Sídney. Más adelante se vinculó a la Universidad Internacional de Río Frío y a la Universidad Nacional de la Pampa hasta llegar al Círculo Colombiano de Artistas (ARTAS), donde tuvo su primera experiencia teatral y fundó su propio grupo profesional.
Durante varios años participó en La Baranda, grupo expresivo de inclinaciones variadas en el arte. Protagonizó un montaje, El cartero de Neruda, con el cual realizó más de un centenar de presentaciones. Durante esta gira fue descubierta por algunos directores, iniciando de esta manera su carrera en la televisión colombiana, debutando en la telenovela Me llaman Lolita en 1999. Además de la actuación, Vargas dirige su propia empresa de entretenimiento, llamada 360.

## Filmografía

### Televisión
| Año       | Título                        | Personaje        | Canal                       |
| --------- | ----------------------------- | ---------------- | --------------------------- |
| 2025      | La venganza de Analia         | Sra de Puentes   | Caracol Televisión          |
| 2022      | Pálpito                       | Troya            | Netflix                     |
| 2021      | Enfermeras                    | Mercedes Santana | Canal RCN                   |
| 2018      | La mamá del 10                | Jenny            | Caracol Televisión          |
| 2015      | Yo soy Franky                 | Lola Rivas       | Nickelodeon (Latinoamérica) |
| 2014      | En la boca del lobo           | Irma             | UniMás                      |
| 2014      | Mujeres al limite             | Ep: Dos vidas    | Caracol Televisión          |
| 2014      | La selección                  | Ximena           | Caracol Televisión          |
| 2013      | La madame                     | Miranda          | UniMás                      |
| 2013      | La promesa                    | Ingrid           | Caracol Televisión          |
| 2010      | El man es Germán              | Lady             | Canal RCN                   |
| 2010      | Rosario Tijeras               | Detective Pamela | Canal RCN                   |
| 2009      | El fantasma del Gran Hotel    | Cristina         | Canal RCN                   |
| 2009      | Las detectivas y el Víctor    | Paola Bustos     | Canal RCN                   |
| 2007      | El ventilador                 |                  | Caracol Televisión          |
| 2006-2007 | Hasta que la plata nos separe | Pilar            | Canal RCN                   |
| 2005-2006 | Los Reyes                     | Alegrina         | Canal RCN                   |
| 2003-2004 | Padres e hijos                |                  | Caracol Televisión          |
| 1999      | Me llaman lolita              |                  | Canal RCN                   |

## Cine
| Año  | Título                              | Personaje    |
| ---- | ----------------------------------- | ------------ |
| 2017 | Agente Ñero Ñero 7 - Comando Jungla | Agente Sarah |
| 2016 | Agente Ñero Ñero 7                  | Agente Sarah |

## Comerciales
- Ford Mustang / Suramérica
- Passenger / Modelo
- Toyota / Suramérica
- Hoteles Decameron

## Teatro
- Alerta roja
- Amantes o Esposos
- La Casa de Bernarda Alba
- El Cartero de Neruda
- Corbundo Apaleado y Contento
- Anecdótica Historia del Arte Escénico
- La Festa di La Pasta
- Cica: Zoológico
- Esopo (La zorra y las uvas)